# Jonathan Islas
Jonathan Christian Islas Porras (ur. 15 listopada 1979 w Meksyku) – meksykański aktor telewizyjny i model.

## Wybrana filmografia

### telenowele
- 2002: Woda i olej... (Agua y aceite...)
- 2003: Zakochać się (Enamórate) jako Kociak
- 2004: Będzie marzyć (Soñarás) jako Martin
- 2004: Dziedziczka (La heredera) jako Emiliamo
- 2005: Top Models jako Emiliano
- 2007: Miłość na sprzedaż (Amores de mercado) jako David
- 2009: Diabeł wie lepiej (Más sabe el diablo) jako Arturo Ocampo
- 2009: Odmienić los (Bella Calamidades) jako Ricardo Galeano
- 2010: Oko za oko (Ojo por Ojo)
- 2011: Coś Pan (A corazón abierto) jako Mateo
- 2011: Flor Salvaje jako Abel Torres
- 2012: El Rostro de la Venganza jako Luciano Alvarado
- 2014: Niewinna intryga (La impostora) jako Cristóbal Leon Altamira